# رزیدنت ایول: نفرین‌شدگی
رزیدنت ایول: نفرین‌شدگی (به انگلیسی: Resident Evil: Damnation) که در زبان ژاپنی به Biohazard: Damnation شناخته می‌شود، یک فیلم پویانمایی رایانه‌ای ساخته شده توسط شرکت کپ‌کام و شرکت سونی پیکچرز است که در سال ۲۰۱۲ میلادی منتشر شد. انیمیشن رزیدنت ایول: نفرین‌شدگی درحقیقت ادامه‌ای برای انیمیشن پیشین رزیدنت ایول است که به شکل ۳بعدی ساخته شده است. این فیلم به کارگردانی ماکوتو کامیا و تهیه‌کنندگی هیرویوکی کوبایاشی تولید شده است. کامیا، کارگردان فیلم انیمیشنی رزیدنت ایول: تباهی نیز بوده است.
داستان این فیلم، پیرامون یک حادثه بیولوژیکی در شرق اروپا است. لیان اسکات کندی شخصیت اصلی را در این فیلم انیمیشنی برعهده دارد.